# Миле Неделковски
Миле Неделковски (на македонска литературна норма: Миле Неделкоски) е виден писател, поет и драматург от Северна Македония, с българско национално самосъзнание.

## Биография
Неделковски е роден през 1935 година в Прилеп и учи в български училища в Тополчани, Загорани и Прилеп. На два пъти е изключван от гимназията „Мирче Ацев“ в Прилеп поради отказ да говори „на служебен език“. Продължава образованието си в Битолската гимназия „Йосип Броз Тито“, от която също е изключен. В 1958 година завършва задочно училище за зъботехници. Работи две години като зъботехник в Прилеп, след което се мести в Скопие, където живее до смъртта си. По това време е следен от югославските тайни служба УДБ-а, а срещу него доноси пише писателят Паскал Гилевски.
Умира на 21 юни 2020 година.

## Творчество
Миле Неделковски е автор на няколко книги: романът „Пепелаши“ (1968), стихосбирката „Еротикон-еротикон“ (1969), спечелила наградата на фестивала Стружки вечери на поезията и наградата „Кочо Рацин“, пиесата „Смъртта на божия човек“, романите „Пъдар“ (1982), „Подковицата на смъртта и надеждата“ (1986), за който печели българската награда за литература Димитър Талев, „Подкованият врабец“ (1988), „Logomahia V Адресирани фрустрации“ (2006). По неговия роман „Подгряване на вчерашния обед“ е заснет едноименният българо-македонски филм.